# Harut Karapetyan
Harut Karapetyan (Erevan, 7 aprile 1972) è un ex calciatore armeno di ruolo attaccante.
Detiene il record per l'hat-trick più veloce realizzato in Major League Soccer; entrato al 78º minuto, realizza tre reti tra l'82º e l'87º minuto in un match giocato contro il Dallas Burn.

## Carriera
Karapetyan comincia a giocare nell'American Professional Soccer League con il Los Angeles Salsa, militandoci per due stagioni (1993-1994). Nel febbraio 1996 viene selezionato al SuperDraft come 74ª scelta dal LA Galaxy. Il 26 maggio realizza la prima rete e la prima doppietta in MLS, contribuendo alla vittoria per 3-2 sul Columbus Crew. Nel 1998 viene ceduto al San Jose Clash con cui però colleziona solo due presenze. Dopo una fugace esperienze al Tampa Bay Mutiny, fa ritorno al San Jose nel 2000, chiudendo la stagione con 24 presenze e due reti e ritirandosi dal calcio.

### Nazionale
Nel gennaio 1997 viene convocato dal CT Khoren Hovhannisyan in nazionale per due amichevoli. Esordisce il 4 gennaio contro il Cile subentrando nel secondo tempo. Due giorni dopo viene schierato titolare contro il Paraguay, giocando la partita per intero.

## Dopo il ritiro
Dopo il ritiro, entra nel mercato delle automobili divenendo direttore generale della Honda ad Hollywood.

## Statistiche
Statistiche aggiornate al 17 novembre 2001.
| Stagione                    | Squadra                     | Campionato                  | Campionato | Campionato | Coppe nazionali | Coppe nazionali | Coppe nazionali | Coppe continentali | Coppe continentali | Coppe continentali | Altre coppe | Altre coppe | Altre coppe | Totale | Totale |
| Stagione                    | Squadra                     | Comp                        | Pres       | Reti       | Comp            | Pres            | Reti            | Comp               | Pres               | Reti               | Comp        | Pres        | Reti        | Pres   | Reti   |
| --------------------------- | --------------------------- | --------------------------- | ---------- | ---------- | --------------- | --------------- | --------------- | ------------------ | ------------------ | ------------------ | ----------- | ----------- | ----------- | ------ | ------ |
| 1996                        | LA Galaxy                   | MLS                         | 28+6       | 6          |                 | -               | -               |                    | -                  |                    |             | -           | -           | 34     | 6      |
| 1997                        | LA Galaxy                   | MLS                         | 30+2       | 8          |                 | -               | -               |                    | -                  | .                  |             | -           | -           | 32     | 8      |
| feb.-ago. 1998              | LA Galaxy                   | MLS                         | 15         | 4          |                 | -               | -               |                    | -                  | .                  |             | -           | -           | 15     | 4      |
| Totale Los Angeles Galaxy   | Totale Los Angeles Galaxy   | Totale Los Angeles Galaxy   | 81         | 18         |                 | -               | -               |                    | -                  | -                  | -           | -           | -           | 81     | 18     |
| ago.-dic. 1998              | San Jose Clash              | MLS                         | 5          | 0          |                 | -               | -               |                    | -                  | .                  |             | -           | -           | 19     | 2      |
| ago.-dic. 1998              | Tampa Bay Mutiny            | MLS                         | 2          | 0          |                 | -               | -               |                    | -                  | .                  |             | -           | -           | 19     | 2      |
| ago.-dic. 1998              | S.J. Earthquakes            | MLS                         | 24         | 2          |                 | -               | -               |                    | -                  | .                  |             | -           | -           | 19     | 2      |
| Totale San Jose Earthquakes | Totale San Jose Earthquakes | Totale San Jose Earthquakes | 29         | 2          |                 | -               | -               |                    | -                  | -                  | -           | -           | -           | 29     | 2      |
| Totale carriera             | Totale carriera             | Totale carriera             | 112        | 20         |                 | -               | -               |                    | -                  | -                  | -           | -           | -           | 112    | 20     |

### Cronologia presenze e reti in nazionale
| Cronologia completa delle presenze e delle reti in nazionale ― Armenia | Cronologia completa delle presenze e delle reti in nazionale ― Armenia | Cronologia completa delle presenze e delle reti in nazionale ― Armenia | Cronologia completa delle presenze e delle reti in nazionale ― Armenia | Cronologia completa delle presenze e delle reti in nazionale ― Armenia | Cronologia completa delle presenze e delle reti in nazionale ― Armenia | Cronologia completa delle presenze e delle reti in nazionale ― Armenia | Cronologia completa delle presenze e delle reti in nazionale ― Armenia |
| Data                                                                   | Città                                                                  | In casa                                                                | Risultato                                                              | Ospiti                                                                 | Competizione                                                           | Reti                                                                   | Note                                                                   |
| ---------------------------------------------------------------------- | ---------------------------------------------------------------------- | ---------------------------------------------------------------------- | ---------------------------------------------------------------------- | ---------------------------------------------------------------------- | ---------------------------------------------------------------------- | ---------------------------------------------------------------------- | ---------------------------------------------------------------------- |
| 4-1-1997                                                               | Viña del Mar                                                           | Cile                                                                   | 7 – 0                                                                  | Armenia                                                                | Amichevole                                                             | -                                                                      | 54’                                                                    |
| 6-1-1997                                                               | Asunción                                                               | Paraguay                                                               | 2 – 0                                                                  | Armenia                                                                | Amichevole                                                             | -                                                                      |                                                                        |
| Totale                                                                 |                                                                        | Presenze                                                               | 2                                                                      |                                                                        | Reti                                                                   | 0                                                                      |                                                                        |